# Acacia catenulata
Acacia catenulata é uma espécie de leguminosa do gênero Acacia, pertencente à família Fabaceae.